# Jamie Reid (nadadora)
Jamie Leigh Reid (1983) es una deportista estadounidense que compitió en natación. Ganó una medalla de bronce en el Campeonato Mundial de Natación en Piscina Corta de 2002, en la prueba de 4 × 100 m estilos.

## Palmarés internacional
| Campeonato Mundial en Piscina Corta | Campeonato Mundial en Piscina Corta | Campeonato Mundial en Piscina Corta | Campeonato Mundial en Piscina Corta |
| Año                                 | Lugar                               | Medalla                             | Prueba                              |
| ----------------------------------- | ----------------------------------- | ----------------------------------- | ----------------------------------- |
| 2002                                | Moscú (Rusia)                       | Medalla de bronce                   | 4 × 100 m estilos                   |